# پولک پوزه‌ای

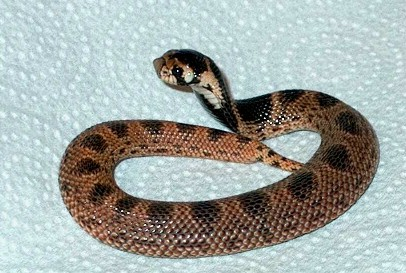
مار کبری بینی‌سپری (سردهٔ کبرای مرجان) دارای پولک پوزه‌ای بسیار بزرگ شده‌است.

پولک پوزه‌ای یا پولک منقاری (به انگلیسی: Rostral scale)، در مارها و دیگر خزندگان پولک‌دار، صفحه میانی روی نوک پوزه است که در مرز دهان قرار دارد. این مربوط به پولک چانه‌ای در فک پایین است. این اصطلاح مربوط به پوزه یا بینی است. در مارها، شکل و اندازه این پولک یکی از چندین ویژگی است که برای تمایز گونه‌ها از یکدیگر استفاده می‌شود.